# 巴伦蒂娜·拉波索
巴伦蒂娜·拉波索（西班牙語：Valentina Raposo，2003年1月28日—），阿根廷女子曲棍球运动员。她曾代表阿根廷国家队参加2020年夏季奥林匹克运动会曲棍球比赛，获得一枚银牌。